# Carinigera tantilla
Carinigera tantilla is een slakkensoort uit de familie van de Clausiliidae. De wetenschappelijke naam van de soort is voor het eerst geldig gepubliceerd in 1972 door R. Brandt.